# 榮格訴戴利案
榮格訴戴利案（Junger v.Daley）是由彼得·榮格提起的一項法院案件，該案件挑戰對美國境外加密軟件出口的限制。
該案件於1996年首次提出（其時案名為《榮格訴克里斯托弗案(Junger v. Christopher)》），而當時榮格是凱斯西儲大學的教授，並要教授一門關於计算机法律的課程。由於這些限制，榮格不能接受非美國公民進入他的班級聽課。
地區法院在同一事件上對伯恩斯坦訴合眾國案獲勝後，榮格修改了他的申訴、要求禁止執行禁止他在互聯網上發布加密課程材料的法規。案件導致了2000年的一項重要裁決，第六巡迴上訴法院認為軟體源代碼受第一修正案的保護。

## 外部連結
- .   [2018-10-30]. （原始内容存档于2006-09-12）.